# ديدوموس الثاني
جدنفرع ديدوموزيس الثاني، (بالإنجليزية: Dedumose II)‏ كان فرعونًا مصريًا قديمًا حكم خلال الفترة الانتقالية الثانية. يُعد تحديد الأسرة التي ينتمي إليها محل خلاف بين علماء المصريات، وفقًا لعالمي المصريات كيم ريهولت وداريل بيكر، كان ملكًا من الأسرة السادسة عشرة الطيبية. بينما يرى علماء المصريات الآخرون يورجن فون بكرات وتوماس شنايدر وديتليف فرانكه أنه ملكًا من الأسرة الثالثة عشرة.